# Primeiro Concílio Budista
Após a morte (Parinibbana) de Sidarta Gautama, o buda, reuniu-se o Primeiro Concílio (Sangiti=Recitação) de seus discípulos, durante o retiro do período de chuvas, em Rajagaha, na Índia. No concílio, 500 monges arahant, liderados por Mahakassapa, recitaram os ensinamentos do Buda. A recitação do Vinaya por Upali foi aceita como o Vinaya Pitaka, enquanto que a recitação do Dhamma por Ananda ficou estabelecida como o Sutta Pitaka.